# Lynne E. Maquat

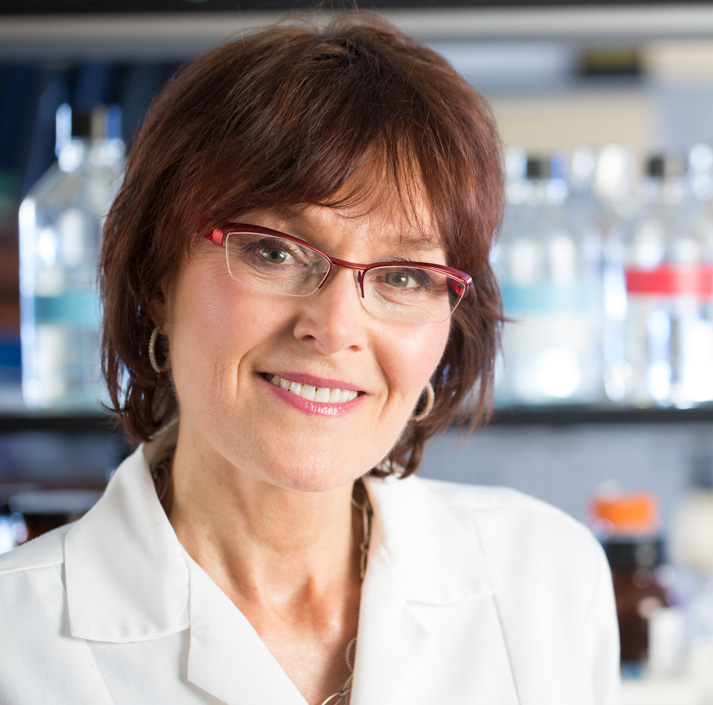
Lynne E. Maquat (2015)

Lynne Elizabeth Maquat (* 1952) ist eine US-amerikanische Biochemikerin an der University of Rochester.

## Leben
Maquat erwarb 1974 an der University of Connecticut einen Bachelor in Biologie und 1979 einen Ph.D. in Biochemie an der University of Wisconsin–Madison. Als Postdoktorandin arbeitete sie am McArdle Laboratory for Cancer Research, ebenfalls an der University of Wisconsin-Madison. Eine eigene Forschungsgruppe erhielt sie am Roswell Park Cancer Institute in Buffalo, New York. An der University of Rochester ist sie heute (Stand 2022) Professorin für Biochemie und Biophysik und Professorin für Onkologie sowie Direktorin des Instituts für RNA-Biologie.

## Wirken
Maquat beschäftigt sich mit der Biologie der mRNA, insbesondere damit, wie die Zelle damit umgeht, wenn Fehler bei der Verarbeitung der mRNA entstehen.
Maquat konnte 1980 erstmals überhaupt zeigen, dass eine genetische Störung beim Splicing von prä-mRNA eine Krankheitsursache sein kann (nämlich der β-Thalassämie). In der Folge erarbeitete sie die Prinzipien des Nonsense-mediated mRNA Decay (NMD), eines Kontrollmechanismus, der unerwünschte (vorzeitige) Stopcodons in der mRNA erkennt und deren Expression als verkürzte Proteine verhindert. NMD funktioniert sowohl bei genetischen Störungen als auch bei Fehlern, die im „Normalbetrieb“ der Zelle auftreten. Maquat und Mitarbeiter konnten zeigen, dass die Zelle beim Anstoßen des NMD die Stopcodons anhand der Splicingstellen in der prä-mRNA erkennt. 1994 entdeckte sie, dass NMD beim Menschen nur an neu synthetisierter mRNA wirkt. Die Arbeiten führten zur Identifizierung des exon-junction-complex (EJC, gemeinsam mit Melissa Moore, 2000), der regelhaft NMD-Komponenten enthält, und einer neuartigen Vorlage zur Proteinbiosynthese, die pioneer translation initiation complex genannt wurde. Weitere Arbeiten befassten sich mit einem zusätzlichen Mechanismus des mRNA-Abbaus, der durch das Staufen-Protein vermittelt wird (Staufen-mediated mRNA decay, SMD) und sowohl mit NMD mechanistisch verknüpft ist als auch mit ihm konkurriert, und mit neuen Bedeutungen der langen, nicht-kodierenden RNA-Abschnitte und Alu-Sequenzen.

## Auszeichnungen (Auswahl)
- 2006 Fellow der American Association for the Advancement of Science
- 2006 Mitglied der American Academy of Arts and Sciences[1]
- 2011 Mitglied der National Academy of Sciences[2]
- 2014 William C. Rose Award[3]
- 2015 Canada Gairdner International Award[4]
- 2018 Wiley Prize in Biomedical Sciences
- 2021 Wolf-Preis in Medizin
- 2021 Warren Alpert Foundation Prize
- 2023 Gruber-Preis für Genetik[5]
- 2024 Albany Medical Center Prize (gemeinsam mit Howard Y. Chang und Adrian R. Krainer)[6]
- 2024 Dr. Paul Janssen Award for Biomedical Research (gemeinsam mit Alexander Varshavsky)[7]